# Roland Kuster
Roland Kuster (* 1. Juni 1959 in Bauma; heimatberechtigt in Altstätten) ist ein Schweizer Politiker (Die Mitte, vormals CVP).

## Politischer Werdegang
Kuster war von 1991 bis 1997 Präsident der CVP Wettingen und von 1996 bis 2001 Einwohnerrat und Mitglied der Finanzkommission. Seit 2008 ist er im Wettinger Gemeinderat und wurde bei der Wahl am 18. Dezember 2016 zum Nachfolger des bisherigen Gemeindeammanns Markus Dieth gewählt. Sein Amt trat er am 1. Januar 2017 an. Bei den Gesamterneuerungswahlen auf Gemeindeebene 2021 wurde Kuster als Gemeindeammann erst im 2. Wahlgang wieder gewählt.
Seit dem 8. Januar 2019 ist er Grossrat, also Mitglied des aargauischen Kantonsparlaments. Bei den Grossratswahl für die Legislatur 2025/28 am 20. Oktober 2024 trat er nicht mehr an. Er war Mitglied der Kommissionen «Allgemeine Verwaltung» (2019–2020), «Öffentliche Sicherheit» (2019–2020), «Aufgabenplanung und Finanzen» (2021–2024) und «Volkswirtschaft und Abgaben» (2024).